# Nebory
Nebory (v místním nářečí a polsky Niebory, německy Niebory) jsou katastrálním územím a městskou částí města Třinec, k němuž byly Nebory přičleněny roku 1980. Záležitosti městské části Nebory zajišťuje osadní výbor, který je nejstarším osadním výborem na území města Třince.

## Název
V písemných dokladech z 15. století je vesnice jmenována jako Neborovice. Základem bylo osobní jméno Nebor (v jeho druhé části byl obsažen základ starého slovesa bráti - "bojovat"), výchozí tvar Neborovici byl pojmenováním obyvatel vsi a znamenal "Neborovi lidé". Podoba Nebory je doložena od 17. století.

## Dějiny
Nebory (Neborowicz) jsou poprvé v listinných pramenech doloženy roku 1425 v listině knížete Boleslava I. Těšínského. Nebory drželi Neborovští z Neborů, následně Tamfaldové z Tamfaldu, Skrbenští z Hříště a Beesové z Chrostiny. Stával zde mlýn. V roce 1645 se v Neborech připomíná farní kostel. Roku 1832 zde byla vystavěna luterská škola; v roce 1845 ji navštěvovalo 204 žáků. Podle rakouského sčítání lidu z roku 1910 měly Nebory  963 obyvatel, z toho 962 trvale registrovaných, 960 (99,8%) polsky a 2 (0,2%) německy mluvících, 231 (24%) katolíků, 730 (75,8%) %) evangelíků a 2 (0,2%) byli Židé [V roce 1939 měla obec Nebory 1454 obyvatel, k slezské národnosti se tehdy přihlásilo 1152, k polské národnosti 217, k české 28 a k německé 50 obyvatel.

### Fojtové vesnice
- Jiří Buzek (—1718—)
- Matouš Buzek (—1753—)

### Starostové obce
- Andrzej Oszelda (1870-?)[9]
- Adam Baron (1878-?)[10]
- Ondřej Roman (?–1923)
- Pavel Bobek (1923–?)
- Josef Franek (?–?)
- Johann Schwarz (?–?)

### Předsedové Místního národního výboru
- Pavel Ferfecki (1945–1946)
- František Macura (1946–1948)
- Pavel Ferfecki (1948–1950)
- Jan Cymorek (1950–1960)
- Josef Turoň (1960–1971)
- Jan Václavek (1971–1979[?])

### Předsedové osadního výboru

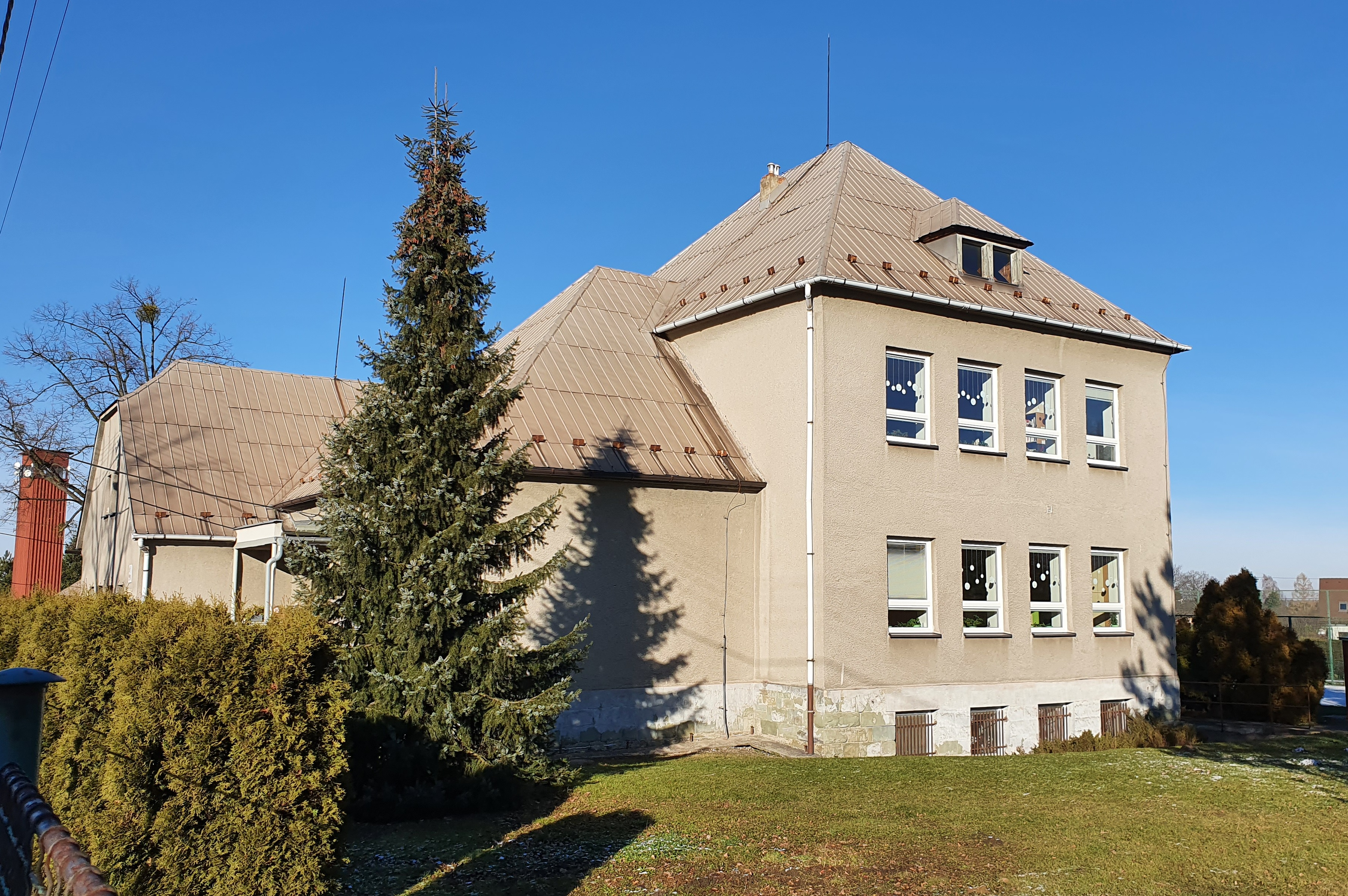
Základní škola s českým a polským jazykem vyučovacím

- Adolf Bolek

## Významní rodáci
- Josef Stonawski, pozdější majitel statku Třebovice, otec Marie Stona
- Paweł Oszelda, lékař a revolucionář
- Karol Pawlica, polský diplomat a voják, syna Karla a Anny Stonawski
- Andrzej Cymorek, polský evangelický diákon a publicista

## Demografie
Počet obyvatel
- Kolem roku 1804 – 350 obyvatel
- Kolem roku 1845 – 778 obyvatel
- Roku 1961 – 1 501 obyvatel
- Roku 1970 – 1 499 obyvatel

### Polská menšina

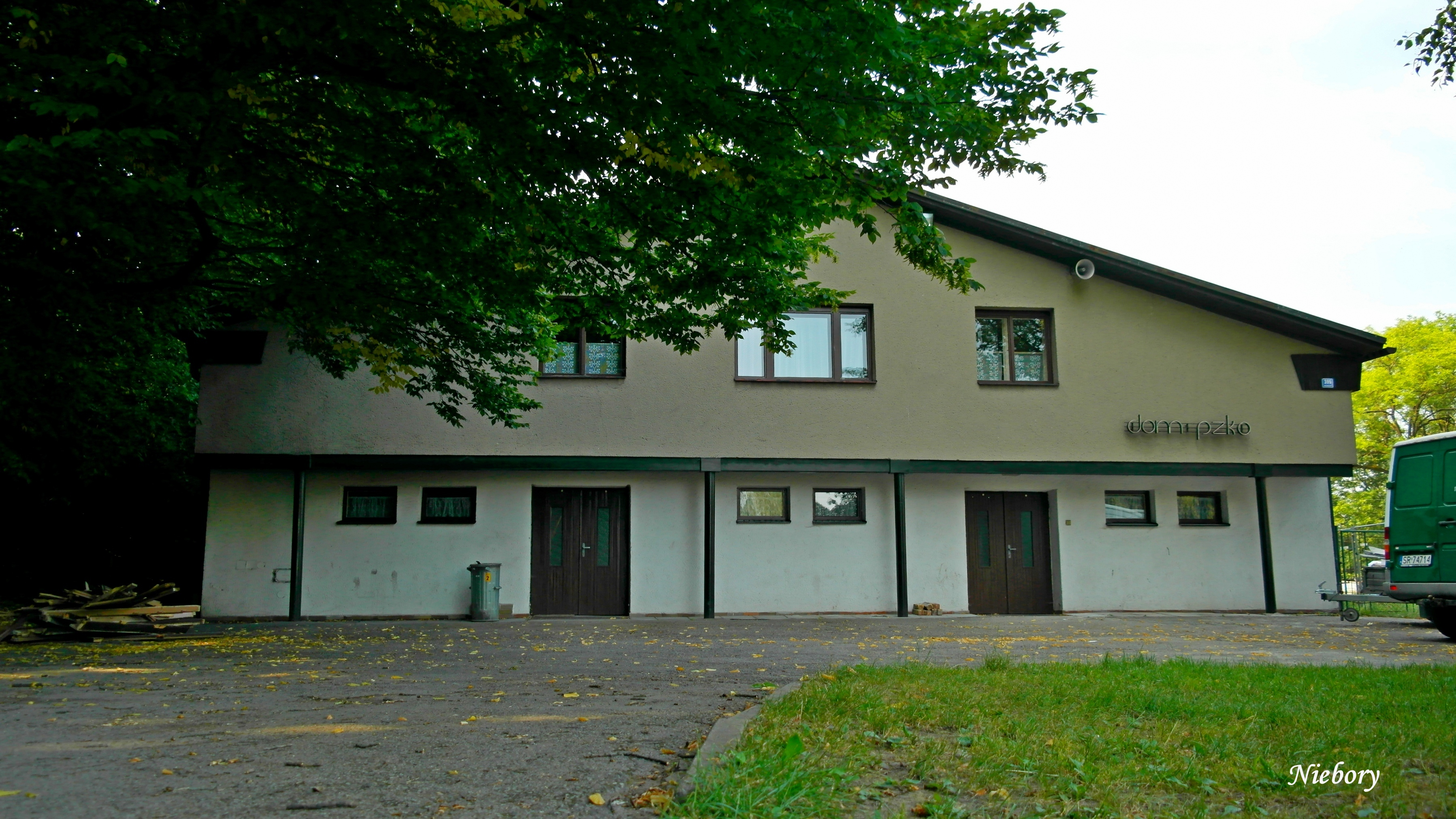
Dům PZKO

V Neborech je činné místní sdružení Polského kulturně-osvětového svazu (PZKO), které bylo založeno 7. prosince 1947. Od roku 1954 pořádá festival „Oszeldówka“, připomínající postavu Pawła Oszeldy. Roku 1985 byl otevřen nově postavený Dům PZKO.

## Církve
V Neborech stojí modlitebna Slezské církve evangelické a. v. (posvěcena r. 2001), při níž existuje farní sbor, a evangelický hřbitov (založený r. 1859) se zvonicí, který provozuje město Třinec. Slezská diakonie provozuje na hospodářské usedlosti (ranči) resocializační zařízení vyššího typu.
V letech 1919–1952 se v obci scházel sbor Církve adventistů s. d.; ve 20. století zde existoval rovněž letniční sbor (v letech 1951–1963 byl přechodně součástí Církve bratrské).

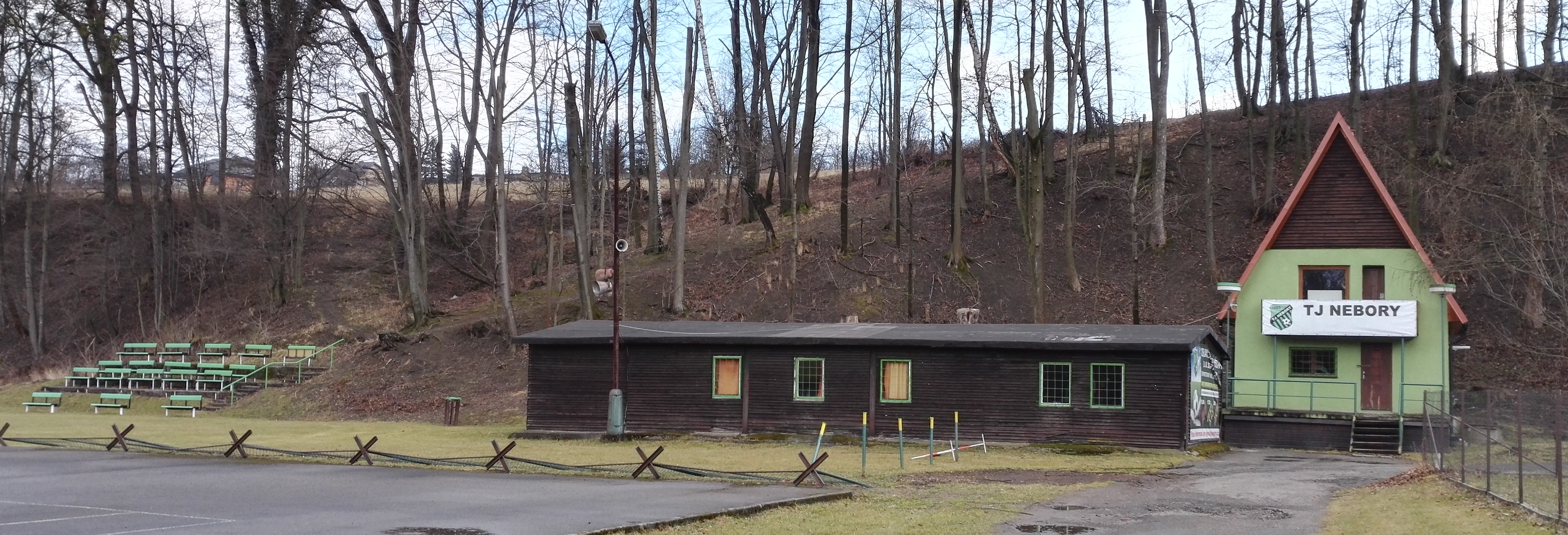
Tělovýchovná jednota Nebory

## Sport
V Neborech vyvíjí svou činnost TJ Drutex Nebory (zal. 1963). Nejúspěšnějším sportovním oddílem jsou Hockey Club Nebory. Oficiálně byl klub založen roku 2003.

## Zajímavosti
Roku 1906 byl v Neborech založen Sbor dobrovolných hasičů, který dosud vyvíjí svou činnost.
V Neborech se vyskytuje vzácný nerost stroncianit.
Na území Nebor se nacházejí tři památné stromy: dva duby a jeden jírovec.

## Pomníky
- Památník obětem 1. světové války na evangelickém hřbitově (záznam na stránkách Ministerstva obrany v evidenci CEVH) Archivováno 9. 7. 2018 na Wayback Machine.